# UGC 5497
UGC 5497 = PGC 29735 ist eine Zwerggalaxie im Sternbild Großer Bär am Nordsternhimmel. Sie ist schätzungsweise 11 Mio. Lichtjahre von der Milchstraße entfernt. Sie gehört der M81-Galaxiengruppe an.
Entdeckt wurde die Zwerggalaxie 2008 im Rahmen einer Untersuchung zu neuen Zwerggalaxien rund um Messier 81. Diese wurde aufgrund von Modellen zur Entstehung der heutigen Strukturen, die ergeben haben, dass in der Gegend um große Galaxien sich Zwerggalaxien befinden sollen, durchgeführt. Bis zu diesem Zeitpunkt waren nämlich deutlich weniger als die erwartete Anzahl entdeckt worden. Innerhalb dieser Untersuchung wurden 22 neue Galaxien gefunden, darunter UGC 5497. Diese bis dahin nicht beobachtete Galaxie könnte Teil des sogenannten Missing satellites problem (englisch für Fehlende-Satelliten-Problem) sein.
Das leicht bläuliche Aussehen der Galaxie kommt von den vielen neu gebildeten Sternenhaufen. Diese sind meist nur wenige Millionen Jahre alt. Jedoch sind die meisten dieser Sterne massereich und haben nur ein paar Millionen Jahre, bevor sie in einer Supernova enden. Das wird dazu führen, dass die Galaxie nicht mehr lange ihre Färbung beibehält. Ein weiterer Effekt der Supernovae könnte sein, dass diese durch ihre Explosion, das Gas verteilen, das dafür sorgt, dass sich neue Sterne formen. Dadurch würde das Wachstum der Galaxie stoppen.